# Патрік Мак-Генрі
Патрік Тімоті Мак-Генрі (англ. Patrick Timothy McHenry; нар. 22 жовтня 1975) — американський політик, з 2005 року член Палати представників США від 10 конгресового округу Північної Кароліни, до якого входять громади Гікорі та Мурсвілл. Член Республіканської партії та колишній член Палати представників Північної Кароліни впродовж одного терміну, Мак-Генрі був тимчасовим спікером Палати представників Сполучених Штатів з 3 до 25 жовтня 2023 року після усунення з посади спікера Кевіна МакКарті.
Мак-Генрі обіймав посаду першого заступника голови Палати представників від Республіканської партії з 2014 до 2019 року, високопоставленого члена Комітету з фінансових послуг Палати представників з 2019 до 2023 року і голови Комітету з фінансових послуг Палати представників з 2023 року.

## Ранні роки, освіта та кар'єра
Мак-Генрі народився в Гастонії, Північна Кароліна. Він виріс у передмісті Гастонії, був сином власника компанії Dixie Lawn Care і відвідував середню школу Ешбрук. Він є римо-католиком, і був наймолодшим із п'яти дітей.
Мак-Генрі навчався в Університеті штату Північна Кароліна, а потім перейшов до коледжу Белмонтського абатства. У Белмонті він заснував шкільне відділення Республіканського коледжу, потім став головою Федерації студентів-республіканців Північної Кароліни та скарбником Національного комітету студентів-республіканців.
У 1998 році, будучи студентом коледжу, Мак-Генрі балотувався до Палати представників Північної Кароліни. Він виграв республіканські праймеріз, але програв загальні вибори.
Отримавши ступінь бакалавра історії в 1999 році, Мак-Генрі працював у медіа-консалтинговій фірмі DCI/New Media у Вашингтоні, округ Колумбія. Він брав участь у кампанії Ріка Лаціо на виборах до Сенату Сполучених Штатів у Нью-Йорку в 2000 році; його основним проєктом був вебсайт NotHillary.com. У 2012 році він отримав почесний ступінь MBA з підприємництва в нині закритому Йорктаунському університеті.

## Початок політичної кар'єри
У середині 2000 року Карл Роув найняв Мак-Генрі бути директором національної коаліції під час президентської кампанії Джорджа Вокера Буша 2000 року. Наприкінці 2000 та на початку 2001 років він був координатором волонтерів інавгураційного комітету Буша. Пропрацювавши шість місяців у 2001 році як спеціальний помічник Елейн Чао, міністра праці Сполучених Штатів, Мак-Генрі повернувся до Північної Кароліни та знову балотувався до Генеральної Асамблеї Північної Кароліни, перемігши на виборах 2002 року.

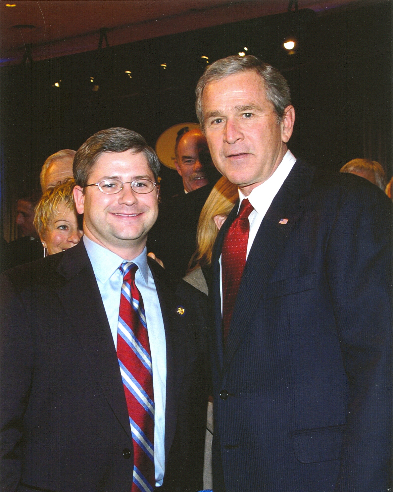
Мак-Генрі з президентом Джорджем Вокером Бушем у 2005 році

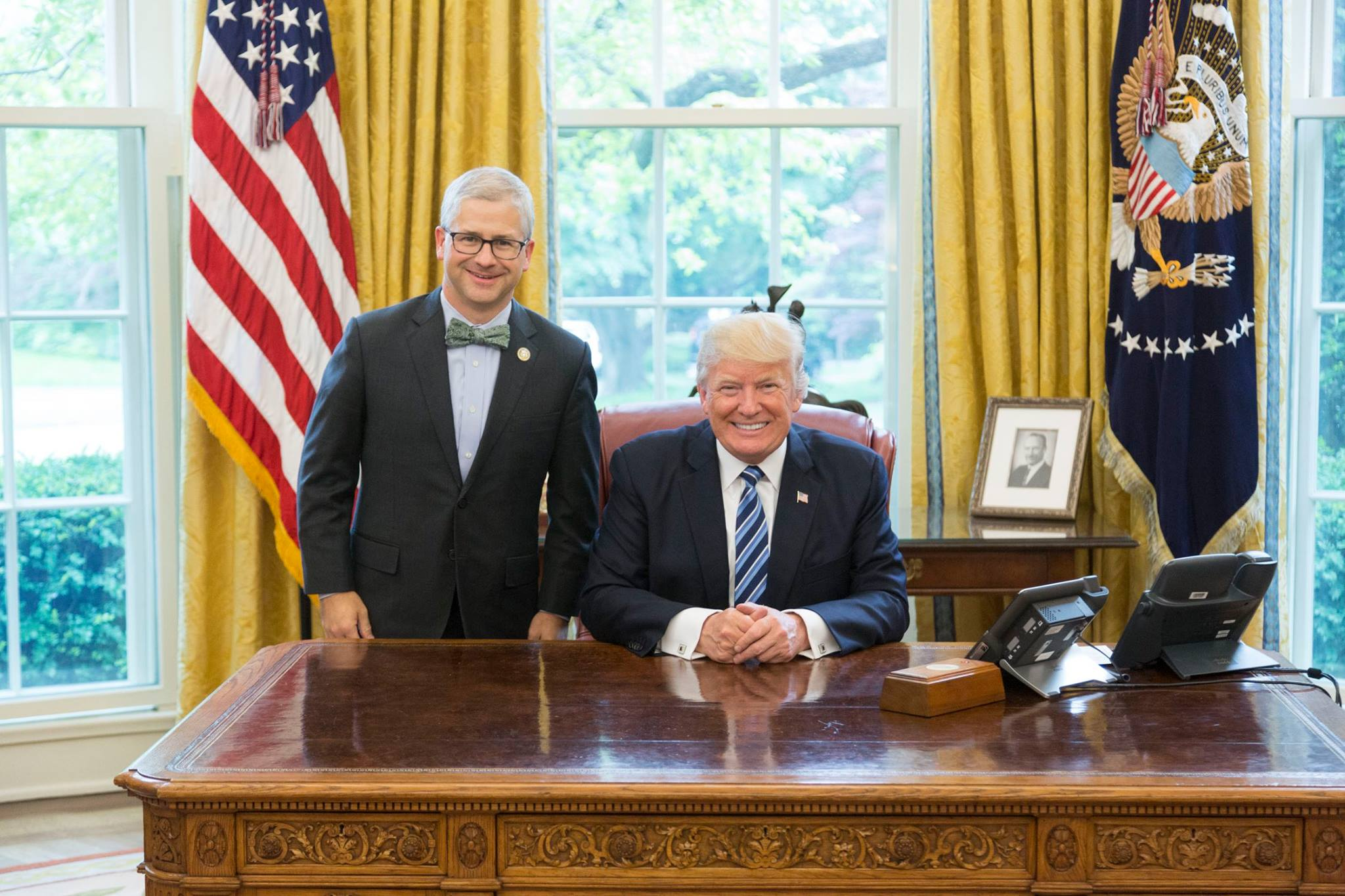
Мак-Генрі з президентом Дональдом Трампом у 2017 році

Мешканець Денвера, Північна Кароліна, Мак-Генрі представляв у Палаті представників штату 109 конгресовий округ, що включав виборчі округи Гастон, упродовж 2003—2004 років. Він був членом комітету з асигнувань Палати представників.

## Палата представників США
У віці 33 років Мак-Генрі був наймолодшим членом 110-го Конгресу США; 27-річний Аарон Шок з Іллінойсу обійняв посаду в 111-му Конгресі США в січні 2009 року. Він є заступником голови та віцеголовою виконавчого комітету Національного республіканського комітету Конгресу.

## Перебування на посаді члена Палати представників

### Кредитори до зарплати
Мак-Генрі підтримав зміну правил у 2020 році адміністрацією Трампа, згідно з якою кредитори до зарплати більше не повинні перевіряти, чи можуть потенційні позичальники дозволити собі погасити кредити під високі відсотки.

### Президентські вибори 2020 року
Мак-Генрі не приєднався до більшості членів Конгресу від республіканців, які підтримали спроби кампанії Трампа скасувати президентські вибори в США 2020 року. Він проголосував за підрахунок голосів Аризони та Пенсільванії під час підрахунку голосів Коледжу виборщиків США у 2021 році.

### Тимчасовийспікер
3 жовтня 2023 року Мак-Генрі був призначений тимчасовим спікером Палати представників Сполучених Штатів після того, як успішна процедура «Пропозиції звільнити крісло» призвела до усунення Кевіна Маккарті з поста спікера. Згодом він наказав, щоб колишній спікер Палати представників Ненсі Пелосі звільнила один зі своїх офісів у будівлі Капітолію США. 4 жовтня колишньому лідеру більшості Стені Гоєру також наказали звільнити свій офіс на Капітолійському пагорбі.

## Особисте життя
Мак-Генрі одружений з Джулією Каньяно з 2010. Вони мешкають в Денвері, Північна Кароліна, та мають трьох дітей.
У 2023 році колега-республіканець Майк Лоулер розповів в інтерв'ю Джулі Мейсон, що Мак-Генрі врятував життя його 15-місячної дочки після того, як вона вдавилася їжею під час заходу.
Мак-Генрі відомий на Капітолійському пагорбі своєю прихильністю до краваток-метеликів.